# Girirejo (Bagor)
Girirejo is een bestuurslaag in het regentschap Nganjuk van de provincie Oost-Java, Indonesië. Girirejo telt 3115 inwoners (volkstelling 2010).